# Pessans
Pessans ist eine französische Gemeinde mit 90 Einwohnern (Stand: 1. Januar 2022) im Département Doubs in der Region Bourgogne-Franche-Comté.

## Geographie
Pessans liegt auf 320 m, südlich von Quingey, etwa 22 Kilometer südwestlich der Stadt Besançon (Luftlinie). Das Dorf erstreckt sich im westlichen Jura, auf einer plateauartigen Anhöhe östlich der Loue in der Talweitung zwischen den Höhen der Côte de Moini im Westen und des Bois du Landet im Osten.
Die Fläche des 4,35 km² großen Gemeindegebiets umfasst einen Abschnitt des westlichen französischen Juras. Begrenzt wird das Gebiet im Westen durch die Loue. Sie fließt hier in gewundenem Lauf nach Süden durch ein breites Becken, das von den äußersten Höhenzügen des Juras umrahmt wird. Vom Flusslauf erstreckt sich das Gemeindeareal ostwärts über die flache Talaue und die angrenzende gewellte Hügelfußzone, die teils von Wiesland, teils von Wald (Bois de Buhin und Bois de la Chênaie) bestanden ist. Ganz im Osten reicht das Gebiet den bewaldeten Höhenrücken des Bois du Landet hinauf, der zu einer Jurakette gehört, die sich vom Mont Poupet nordwärts bis zur Flussschleife der Loue hinzieht. Hier wird mit 555 m die höchste Erhebung von Pessans erreicht.
Nachbargemeinden von Pessans sind 
- Lavans-Quingey im Norden,
- Goux-sous-Landet im Osten,
- Le Val mit Pointvillers und Montfort im Süden,
- Brères und Lombard im Westen.

## Geschichte
Seit dem Mittelalter gehörte Pessans zur Herrschaft und Kastellanei Quingey. Zusammen mit der Franche-Comté gelangte das Dorf mit dem Frieden von Nimwegen 1678 an Frankreich.

## Sehenswürdigkeiten
Im Ortskern sind verschiedene Bauernhäuser im charakteristischen Stil der Franche-Comté aus dem 17. bis 19. Jahrhundert erhalten.

## Bevölkerung
| Jahr                       | 1962 | 1968 | 1975 | 1982 | 1990 | 1999 | 2004 | 2016 |
| Einwohner                  | 48   | 40   | 33   | 43   | 51   | 60   | 66   | 87   |
| Quellen: Cassini und INSEE |      |      |      |      |      |      |      |      |

Mit 90 Einwohnern (Stand 1. Januar 2022) gehört Pessans zu den kleinsten Gemeinden des Départements Doubs. Nachdem die Einwohnerzahl in der ersten Hälfte des 20. Jahrhunderts deutlich abgenommen hatte (1901 wurden noch 100 Personen gezählt), wurde seit Mitte der 1970er Jahre wieder ein leichtes Bevölkerungswachstum verzeichnet.

## Wirtschaft und Infrastruktur
Pessans war bis weit ins 20. Jahrhundert hinein ein vorwiegend durch die Landwirtschaft (Ackerbau, Obstbau und Viehzucht) geprägtes Dorf. Daneben gibt es heute einige Betriebe des lokalen Kleingewerbes. Mittlerweile hat sich das Dorf auch zu einer Wohngemeinde gewandelt. Viele Erwerbstätige sind Wegpendler, die in den größeren Ortschaften der Umgebung ihrer Arbeit nachgehen.
Die Ortschaft ist verkehrstechnisch gut erschlossen. Sie liegt an der RN 83, die von Besançon nach Lons-le-Saunier führt. Eine weitere Straßenverbindung besteht mit Pointvillers.